# شمیدتاخنباخ
شمیدتاخنباخ (به آلمانی: Schmidthachenbach) یک شهر در آلمان است که در بیرکنفلد واقع شده‌است. شمیدتاخنباخ ۴۰۹ نفر جمعیت دارد.